# ضباكية
الضَبَّاكِية (الاسم العلمي: Nivenioideae)، فُصيلة نباتات مُزهرة من فصيلة السوسنية. تحتوي على ثلاثة أجناس، من جنوب إفريقيا وهي الشجيرات الحقيقية الوحيدة في الأسرة (كلاتية وضباك وويتسينية)، وقد شملت سابقًا على ذو الشوك وضجمة وأيضًا السوسن الأرضي، والتي يتم وضع كل منها الآن في فُصيلة أحادية النمط.